# Марко Грассі
Марко Грассі (італ. Marco Grassi, нар. 8 серпня 1968, К'яссо) — швейцарський футболіст, що грав на позиції нападника за низку швейцарських і французьких клубних команд, а також національну збірну Швейцарії.

## Клубна кар'єра
Народився 8 серпня 1968 року в місті К'яссо. Вихованець юнацьких команд футбольних клубів «К'яссо» та «Цуг».
1987 року дебютував за головну команду «Цуга», згодом провів по сезону в інших друголігових швейцарських командах «Цюрих» і «К'яссо». 1991 року повернувся до «Цюриха», який вже грав в елітному дивізіоні Швейцарії, а на початку 1994 року приєднався до «Серветта», у складі якого того ж року став чемпіоном Швейцарії.
Влітку того ж 1994 року перебрався до Франції, де два роки грав за «Ренн», а сезон 1996/97 провів у «Монако», у складі якого був здебільшого резервним гравцем, однак здобув титул чемпіона Франції. 
Після нетривалого повернення на батьківщину, де він частину 1997 року виступав за «Сьйон», знову відправився до Франції, де грав за «Канн», «Ліон» і «Ніццу». У складі останньої 2000 року і завершив професійну ігрову кар'єру.

## Виступи за збірну
1993 року дебютував в офіційних матчах у складі національної збірної Швейцарії. Протягом кар'єри у національній команді, яка тривала 6 років, провів у її формі 31 матч, забивши 3 голи.
У складі збірної був учасником чемпіонату світу 1994 року у США, де виходив на поле в одній грі групового турніру, а також чемпіонату Європи 1996 року в Англії, де заніс до свого активу дві гри на груповій стадії.

## Титули і досягнення
- Чемпіон Швейцарії (1):

«Серветт»: 1993-94
- Чемпіон Франції (1):

«Монако»: 1996-97